# Punaauia
Punaauia es una comuna francesa situada en la subdivisión de Islas de Barlovento, que forma parte de la colectividad de ultramar de Polinesia Francesa.
Esta ciudad residencial litoral dispone de complejos hoteleros, una marina así como de zonas de actividades industriales y comerciales de tamaño considerable para la isla.

## Geografía

### Situación

#### Localización
La comuna de Punaauia está ubicada sobre la costa oeste de la isla de Tahití, frente a Moorea, en las Islas de Barlovento, archipiélago de la Sociedad en Polinesia Francesa, limitando del norte al sur, y en el sentido horario, con los municipios de Faaa, Pirae, Mahina, Hitiaa O Te Ra, Papara y Paea. Solo los municipios de Faa y Paea son directamente accesibles por carretera, las demás comunas sólo limitan por las montañas. El Océano Pacífico bordea todo el litoral.

#### Clima
Su clima es tropical.

### Transportes
El municipio tiene servicio de autobuses públicos.

## Toponimia
Punaauia formaba parte del distrito de Atehuru. 
Varias leyendas existen y dan diferentes significados al origen del nombre Tahitíano : Puna’aui’a[2]. 
El primer sentido posible del topónimo sería « la hoguera de Puna » (del Tahitíano Puna : nombre y auahi : fuego). Una leyenda cuenta que un héroe de nombre Puna recibió ayuda de una tortuga real para efectuar la travesía de Raiatea a Tahití. Una vez llegado, Puna cortó las cuatro aletas de la tortuga para que no pudiera andar. La tortuga consiguió más tarde vengarse de Puna y lo hizo arder.
El segundo sentido que a veces es dado es « La concha es mía. » de la frase « (E) pū nā al ïa. » (del tahitiano pū : una concha marina (Cymatium tritonis), nā : de (posesivo), au : mí, pronombre personal de la primera persona del singular y ïa : cuyo significado se mantiene en duda).

## Historia
La comuna de Punaauia fue creada el 24 de diciembre de 1971.

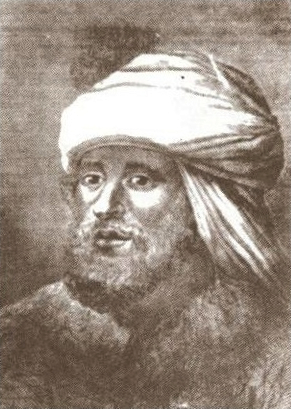
Potatua ha Pohuetea, jefe de Puna’auia (1722–1792).

## Política y administración

### Hermanamientos
- Dumbéa (Nueva Caledonia) desde 1991. Dumbéa es una ciudad sita al sur de Nueva Caledonia, formando parte del Gran Nouméa. La municipalidad de Dumbéa invita regularmente a los electos de Punaauia a sus festividades de la Tortilla Gigante,.[5][6]

## Población y sociedad

### Urbanismo
Los principales documentos urbanísticos del municipio son su plan general de disposición (PGA) y su plan de prevención de riesgos (PPR).

## Demografía
| Gráfica de evolución demográfica de Punaauia entre 1971 y 2017 |
|                                                                |

Fuente: Insee

### Enseñanza
El colegio de Punaauia acoge a cerca de 1000 alumnos de todos los cursos. Organiza para sus alumnos diferentes actividades extra-escolares durante todo el año : concurso de postales, jornada del árbol, cross del colegio, etc.
El liceo de Tahití, ubicado en la entrada de Punaauia, acoge a 650 alumnos y estudiantes en varios cursos: CABO, BEP, Bac Pro y BTS.
Punaauia acoge igualmente la Universidad de Polinesia Francesa en el campus de Outumaoro. Este establecimiento, autónomo desde 1999, amplía cada año sus carreras: derecho, economía de gestión, letras, lenguas, ciencias humanas, ciencias, ciencias médicas, tecnologías. Después de la licenciatura normalmente es necesario expatriarse para completar los estudios, aunque la universidad imparte algunos másteres. 

### Manifestaciones culturales y festividades
La Taapuna máster es una competición de surf organizada cada año en septiembre en el paso de Taapuna sito frente al Ayto. de Punaauia.

## Economía

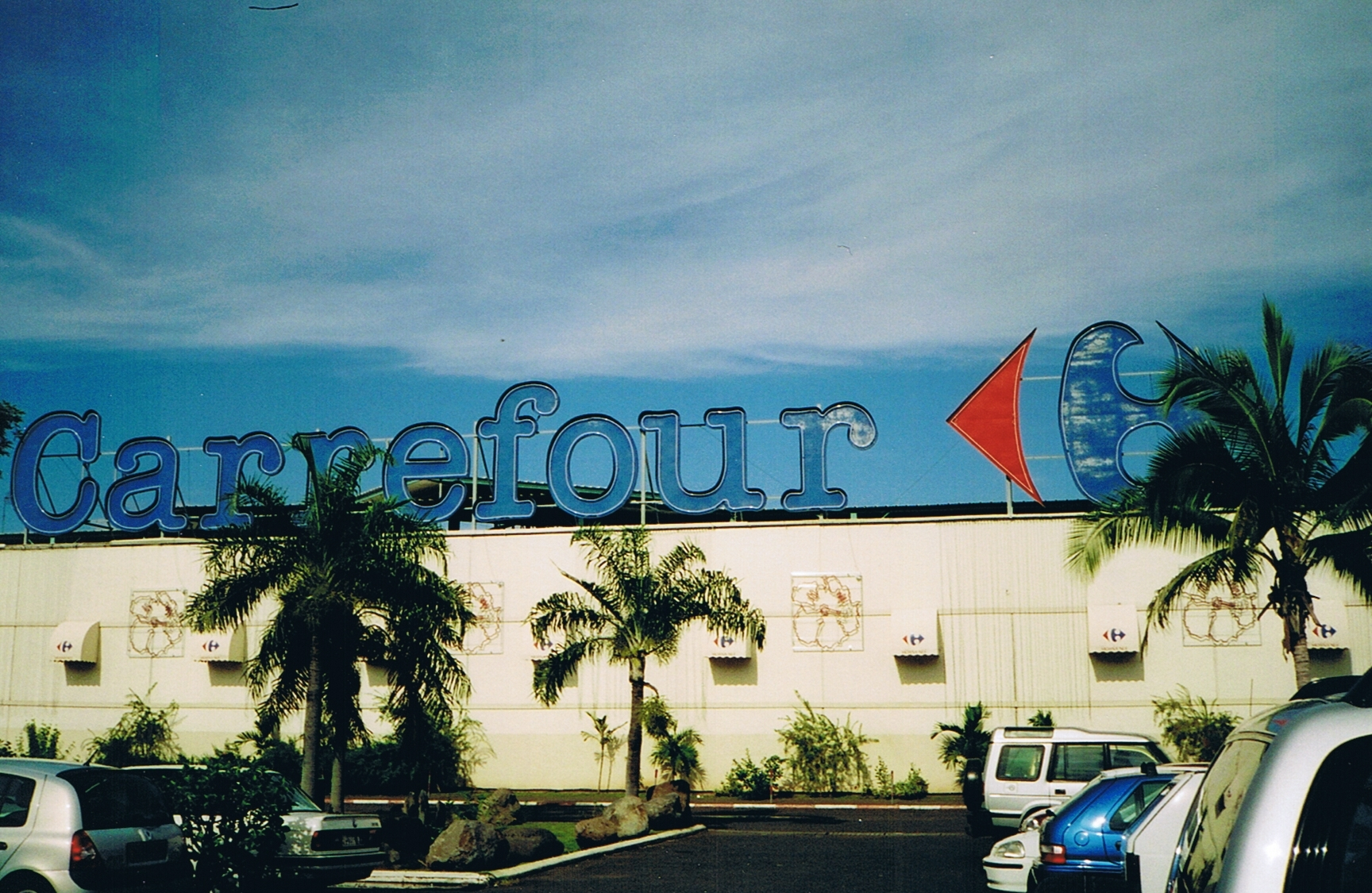
Fachada del Carrefour de Punaauia

### Ingresos de la población
En abril de 2014, el salario medio equivalente a tiempo completo es de 263 783 263 783 XPF para los asalariados que trabajan en la comuna. Esto coloca al municipio en cuarta posición a nivel de la colectividad, después de Papeete, Faa’tiene y Pirae.

### Empleo
En abril de 2014, 6 282 asalariados trabajan en una empresa localizada en el municipio, de los que 5 353 lo hacen a tiempo completo. Esto ubica el municipio en segunda posición al nivel de la colectividad, muy por detrás de Papeete que cuenta con cinco vez más asalariados, y casi en paridad con Faa’tiene.

### Sectores de actividad
El mayor hipermercado de la costa oeste es el Carrefour Punaauia, a la salida de la carretera de desvío oeste que viene de Faaʻtiene.
Existen tres zonas industriales (ZI) en Punaauia:
- la ZI de Vaipopo
- la ZI de Papereu
- la ZI del valle de la Punauru

Se realizan actividades industriales (EDT) o artesanales (Brasserie de Tahití), pero también existen establecimientos comerciales (bancos, cafeterías, etc.).

## Cultura local y patrimonio

### Riquezas del litoral
En el punto kilométrico 18 de la carretera costera de circunvalación de la isla se encuentra la mejor playa de arena blanca de Tahití. 

### Patrimonio cultural
El Museo de Tahití y sus Islas está ubicado en la Punta de los Pescadores.
El Marae Taata fue el lugar de entronización de Pōcharca I. Este sitio es considerado el último marae nacional de Tahití.